# Strzeżymir Rawicz-Pruszyński
Strzeżymir Rawicz-Pruszyński, także Adam Strzeżymir Pruszyński (ur. 1856, zm. 27 listopada 1915 w Otwocku) – polski malarz i działacz społeczny, założyciel i pierwszy komendant Otwockiej Straży Ogniowej (1913–1915).

## Życiorys

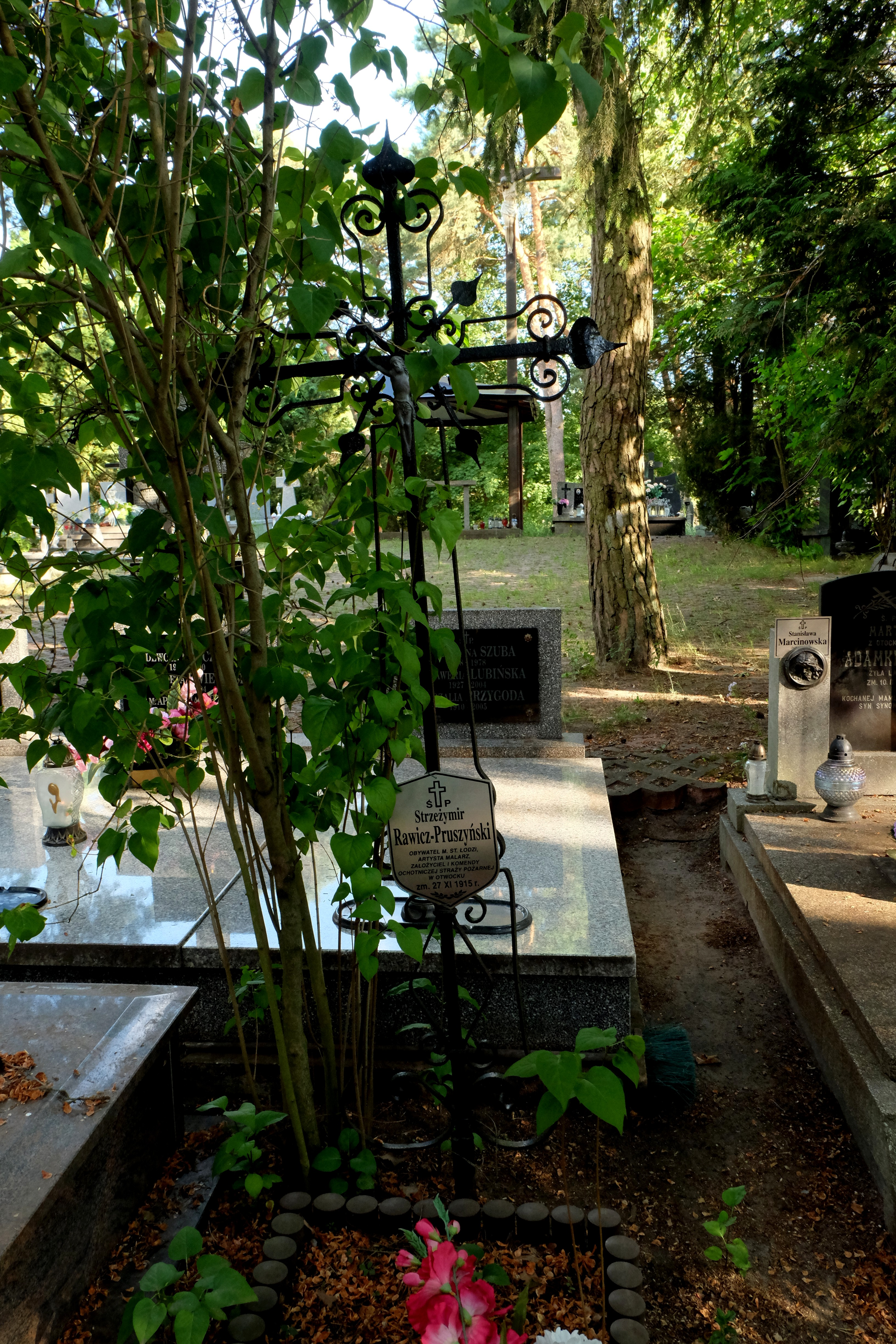
Grób Strzeżymira Rawicz-Pruszyńskiego na cmentarzu parafialnym w Otwocku

Pochodził z miasta Łodzi. W obawie przed wydziedziczeniem przez ojca – Erazma Pruszyńskiego – nie podjął się początkowo studiowania malarstwa i ukończył naukę w Szkole Przemysłowej w Łodzi, w której wykazywał się znacznym talentem rysunkowym i malarstkim. W latach 1886–1887 studiował malarstwo w Monachium. Uczył następnie rysunku w szkole w Zgierzu. W 1897 przebywał w Warszawie, a następnie osiadł w Łodzi, gdzie w latach 1900–1910 prowadził własną pracownię malarską przy ul. Południowej 6 (ob. ul. Rewolucji 1905 roku 6). 
W trakcie gdy samotnie zamieszkiwał w Otwocku, gdzie wyjechał dla podratowania zdrowia w warunkach uzdrowiskowych, został pierwszym kierownikiem artystycznym „Spójni" — najstarszego stowarzyszenia otwockiego o charakterze kulturalno-oświatowym, które utworzono w 1905 roku. Ponadto zainicjował powstanie Otwockiej Straży Ogniowej, której był organizatorem i pierwszym komendantem w latach 1913–1915. Zorganizowana przez Rawicz-Pruszyńskiego straż liczyła kilkadziesiąt osób i była dobrze wyposażona dzięki dobrowolnemu opodatkowaniu się na ten cel właścicieli Willi Otwockich. Organizacja Straży Ogniowej była jednym z ważnych czynników miastotwórczych, które doprowadziły do uzyskania przez Otwock w 1916 praw miejskich.  
Strzeżymir Rawicz-Pruszyński zmarł w 1915 i został pochowany na cmentarzu parafialnym w Otwocku.
W 2018 roku na terenie Komendy Powiatowej Państwowej Straży Pożarnej w Otwocku odsłonięto tablicę pamiątkową poświęconą Strzeżymirowi Rawiczowi-Pruszyńskiemu.